# Johnny O'Bryant
Johnny Lee O'Bryant III (Cleveland, Misisipi; 1 de junio de 1993) es un jugador de baloncesto estadounidense que pertenece a la plantilla de los Anyang Jung Kwan Jang Red Boosters de la  Liga de baloncesto de Corea. Con 2,06 metros de altura, juega en la posición de ala-pívot.

## Trayectoria deportiva

### Universidad
En sus tres años de carrera universitaria, O'Bryant fue uno de los únicos 14 jugadores de LSU en registrar 1.000 puntos y 700 rebotes en su carrera. También fue elegido dos veces en el mejor quinteto de la Southeastern Conference. Durante su primer año como "freshman", participó en 28 partidos promediando 8,5 puntos y 6,7 rebotes en 21,4 minutos por partido. En su segundo año como "sophomore", promedió 13,6 puntos y 8,7 rebotes en 29,1 minutos por partido en 29 partidos. Durante su tercer año como "júnior", O'Bryant continuo mejorando su rendimiento, ya que en 34 partidos (todos titularizados) promedió 15,4 puntos, 7,7 rebotes y un 49,6% en tiros de campo en 30,0 minutos por partido.
En abril de 2014, declaró su elegibilidad para el Draft de la NBA, renunciando a su último año de universidad.

### Profesional

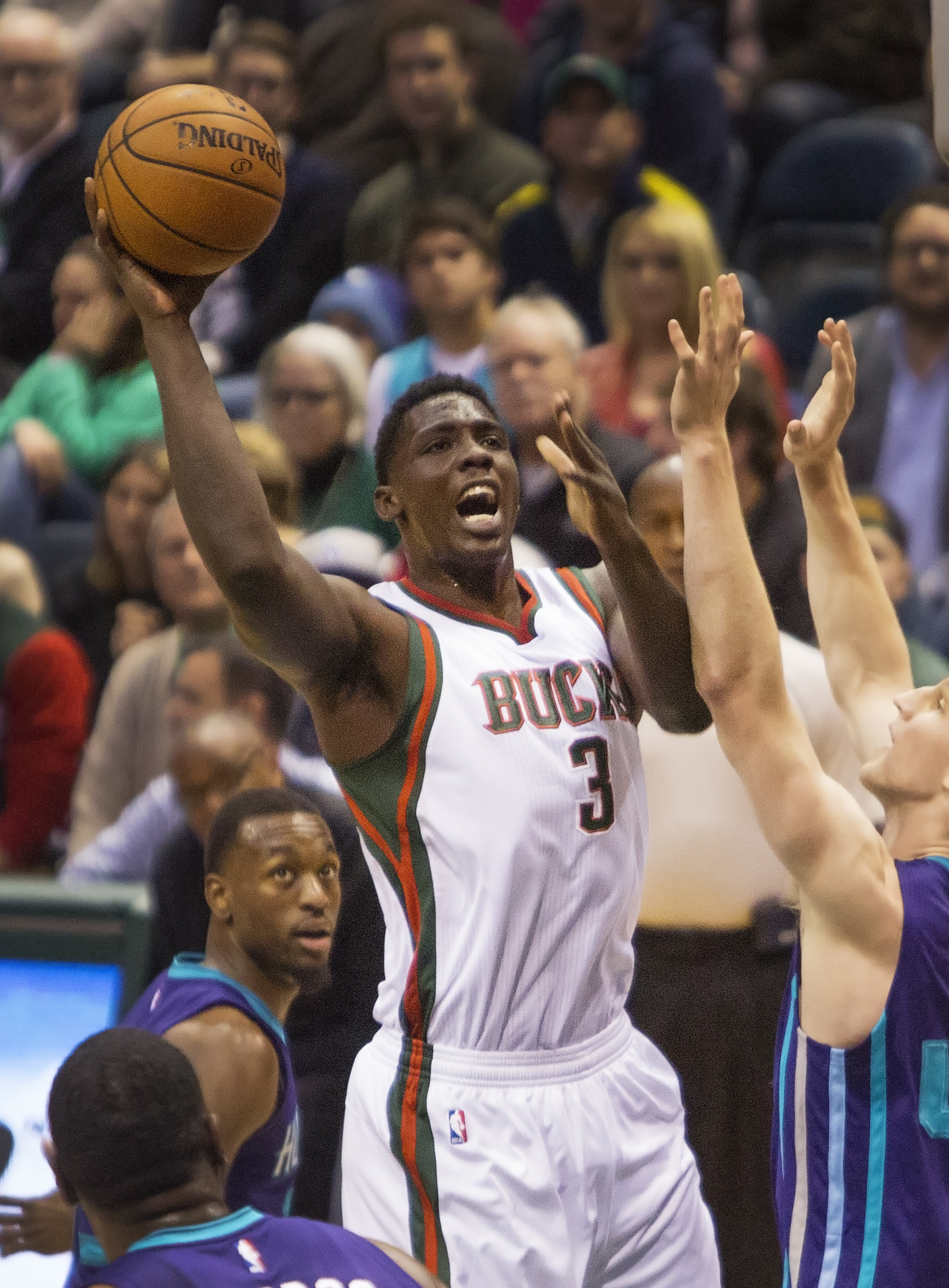
O'Bryant con Milwaukee Bucks en 2014.

#### NBA
El 26 de junio de 2014, fue seleccionado en el puesto número 36 de la segunda ronda del Draft de la NBA de 2014 por los Milwaukee Bucks.
En septiembre de 2016 firmó contrato con los Washington Wizards. En 21 de octubre fue despedido por los Wizards, tras disputar tres partidos de pretemporada.
El 26 de enero de 2017, firma un contrato de 10 día con Denver Nuggets. El 6 de febrero firmó un segundo, disputando un total de 7 encuentros en Denver.
On February 24, 2017, O'Bryant signed a 10-day contract with the Charlotte Hornets. Renueva otro contrato de 10 días. Y finalmente el 16 de marzo, firma por lo que resta de temporada y una más con los Hornets.
El 7 de febrero de 2018 fue traspasado a los New York Knicks junto con dos futuras segundas rondas del draft a cambio de Willy Hernangómez, aunque fue cortado al día siguiente.

#### Europa
El 31 de julio de 2018 fichó por una temporada con el Maccabi Tel Aviv B.C. de la liga israelí.
En agosto de 2019, firmó con el Lokomotiv Kuban de la VTB United League.
El 19 de octubre de 2020, firma con el Estrella Roja de Belgrado de la Liga adriática. El 27 de enero de 2021 recibe una suspensión de 10 encuentros por un altercado con el entrenador Dejan Radonjić en un partido contra Anadolu Efes. El 21 de febrero rescinde contrato. Y el mismo día firma con el Telekom Bonn de la Basketball Bundesliga.

#### Regreso a Estados Unidos
El 29 de septiembre de 2021, firma de nuevo un contrato no garantizado con los Milwaukee Bucks para realizar la pretemporada. Pero el 12 de octubre los Bucks cortan a O'Bryant sin llegara debutar en partido oficial.

#### Corea
En noviembre de 2021, firma por el Wonju DB Promy de la Liga de baloncesto de Corea, en el que jugaría hasta enero de 2022.
[actualizar]

### Selección nacional
En 2009 participó con la selección júnior de Estados Unidos en el Campeonato FIBA Américas Sub-16 celebrado en Argentina y proclamándose campeón.

## Estadísticas de su carrera en la NBA

### Temporada regular
| Año     | Equipo    | PJ  | PT | MPP  | %TC  | %3P   | %TL   | RPP | APP | ROB | TPP | PPP |
| ------- | --------- | --- | -- | ---- | ---- | ----- | ----- | --- | --- | --- | --- | --- |
| 2014-15 | Milwaukee | 34  | 15 | 10.8 | .367 | .000  | .444  | 1.9 | .5  | .1  | .1  | 2.9 |
| 2015-16 | Milwaukee | 66  | 4  | 13.0 | .411 | 1.000 | .675  | 2.7 | .5  | .3  | .1  | 3.0 |
| 2016-17 | Denver    | 7   | 0  | 6.6  | .467 | .667  | 1.000 | 1.6 | .3  | .0  | .1  | 2.9 |
| 2016-17 | Charlotte | 4   | 0  | 8.5  | .533 | .333  | .500  | 2.0 | 1.0 | .0  | .0  | 4.5 |
| 2017-18 | Charlotte | 36  | 0  | 10.5 | .398 | .326  | .840  | 2.6 | .4  | .3  | .2  | 4.8 |
| Total   | Total     | 147 | 19 | 11.5 | .402 | .360  | .663  | 2.4 | .5  | .2  | .1  | 3.5 |

### Playoffs
| Año   | Equipo    | PJ | PT | MPP  | %TC  | %3P  | %TL  | RPP | APP | ROB | TPP | PPP |
| ----- | --------- | -- | -- | ---- | ---- | ---- | ---- | --- | --- | --- | --- | --- |
| 2015  | Milwaukee | 1  | 0  | 12.0 | .375 | .000 | .000 | 3.0 | .0  | .0  | .0  | 6.0 |
| Total | Total     | 1  | 0  | 12.0 | .375 | .000 | .000 | 3.0 | .0  | .0  | .0  | 6.0 |